# مايكل لي (كرة سلة)
مايكل لي (بالإنجليزية: Michael Lee)‏ مواليد 5 يونيو 1986 في تالاهاسي، فلوريدا، هو لاعب كرة سلة أمريكي. بدأ مسيرته الاحترافية في سنة 2008. يبلغ طوله 6 قدم 9 بوصة (2.1 م).

## المسيرة الاحترافية
لعب مع شوليه باسكت في الدوري الفرنسي في سنة 2008، ثم لعب مع نادي سبليت لكرة السلة في سنة 2009، ثم لعب مع نادي رادنيتشكي كراغوييفاتس لكرة السلة في موسم 2010–2011، ثم لعب مع كانتون شارج في موسم 2013–2014، ثم لعب مع نادي سولنوكي أولاي لكرة السلة في سنة 2015.

## روابط خارجية
- مايكل لي على موقع كرة السلة الأوروبية.كوم (الإنجليزية)
- مايكل لي على موقع كلية كرة السلة في سبورتس رفرنس.كوم (الإنجليزية)
- مايكل لي على موقع ريلجم (الإنجليزية)
- مايكل لي على موقع بروبوليرز (الإنجليزية)
- مايكل لي على موقع سبورتس رفرنس (الإنجليزية)
- مايكل لي على موقع سبورتس رفرنس (الإنجليزية)